# Brasilianischer Verpackungsmarkt
Der brasilianische Verpackungsmarkt ist mit einem Umsatz von 35 Milliarden US-Dollar (1,5 % des BIP) für das Kalenderjahr 2014 der fünftgrößte weltweit. Dies steht grob in Korrelation zu Brasiliens Wirtschaftskraft, da Brasilien gemäß nominalem BIP der siebtgrößte Wirtschaftsraum der Welt ist. Der Verpackungsmarkt umfasst die Herstellung von Verpackungsmaterialien aus Rohmaterialien, die Zulieferung dieser Verpackungsmaterialien an Produzenten, Verpackungsdesign sowie diverse Prozesse für Recycling und Wiederverwertung. Der Verpackungssektor orientiert sich stark an Umwelt- und Naturschutzorganisationen und versucht, Forderungen jener Organisationen nach umweltfreundlicherer Produktion gerecht zu werden. Sustainable packaging, d. h. der Einsatz nachhaltiger Verpackungsmaterialien, erlebt einen wirtschaftlichen Aufschwung und bietet viel Platz für Innovationen und zukunftsfähige Investitionsmöglichkeiten.

## Marktentwicklung
Über den Zeitraum 2011 bis 2016 wird ein durchschnittliches Wachstum des brasilianischen Verpackungsmarkts von 6,2 % erwartet. 2016 wird Brasiliens Verpackungsmarkt 34 Milliarden US-Dollar umsetzen, womit Brasilien Kanada abgehängt und mit Frankreich gleichzieht. Das konstante Wachstum des brasilianischen Verpackungsmarktes ist jedoch keine einzigartige Entwicklung, denn der globale Verpackungsmarkt wächst stetig. Die Gründe dafür sind reichlich. Unter anderem sorgen dafür die steigende Verstädterung, Investitionen im Baugewerbe sowie die Ausdehnung des Gesundheitswesens. Die Nachfrage nach umweltfreundlichen Verpackungstypen steigt ebenfalls stark an seit den 2000er Jahren und das aufgrund von Innovationen in diesem Bereich entstehende Wirtschaftswachstum verstärkt diese Tendenz. Des Weiteren spielt das starke Wachstum der BRIC-Staaten, insbesondere in den Jahren 2000–2008, sowie in den frühen Jahren nach der Wirtschaftskrise eine große Rolle in der absoluten Marktentwicklung. Trotz der aktuellen Wirtschaftsschwäche der BRIC-Staaten – insbesondere die Volksrepublik China und Brasilien betreffend – können die höchsten Wachstumsraten in ebendiesen Staaten beobachtet werden. In absteigender Reihenfolge weisen China, Indien, Brasilien und Russland Wachstumsraten von 7,9 %, 7,7 %, 6,2 % und 4,9 % auf. Jene hohen Wachstumsraten sind insbesondere auf steigende Einkommen der Haushalte zurückzuführen. Die steigenden Einkommen führen zu einer größer werdenden Nachfrage nach einer immer breiteren Produktpalette, was letztendlich Wachstum für die Produzenten der Verpackungen jener Güter bedeutet. Trotz des starken jährlichen Wachstums für den Zeitraum 2011–2016 gehen Schätzungen davon aus, dass der Umsatz des Verpackungsmarktes zwischen 2014 und 2016 aufgrund der wirtschaftlichen Rezession des Landes um 2,9 % abnehmen und auf 34 billion US$ sinken wird.
| Countries              | Umsatz 2008 (Milliarden US$) | Ranking 2008 | Umsatz 2011 (Milliarden US$) | Ranking 2011 | Umsatz 2016 (Milliarden US$) | Ranking 2016 |
| ---------------------- | ---------------------------- | ------------ | ---------------------------- | ------------ | ---------------------------- | ------------ |
| USA                    | 129                          | 1.           | 141                          | 1.           | 164                          | 1.           |
| China                  | 50                           | 2.           | 80                           | 2.           | 117                          | 2.           |
| Japan                  | 70                           | 3.           | 76                           | 3.           | 87                           | 3.           |
| Deutschland            | 33                           | 4.           | 37                           | 4.           | 42                           | 4.           |
| Frankreich             | 27                           | 5.           | 30                           | 6.           | 34                           | 5.           |
| Kanada                 | 24                           | 7.           | 27                           | 7.           | 30                           | 7.           |
| Brasilien              | 26                           | 6.           | 32                           | 5.           | 34                           | 5.           |
| Vereinigtes Königreich | 20                           | 8.           | 22                           | 8.           | 25                           | 9.           |
| Russland               | 17                           | 9.           | 21                           | 9.           | 26                           | 8.           |
| Indien                 | 9                            | 10.          | 17                           | 10.          | 25                           | 10.          |
| Andere                 | 158                          | X            | 199                          | X            | 262                          | X            |
| Gesamt                 | 559                          | X            | 675                          | X            | 845                          | X            |

Im direkten Vergleich zu 2005 ist der Export brasilianischer Verpackungsgüter um 42 % gestiegen. Insbesondere Metalle wie Aluminium und Stahl weisen einen sehr hohen Anstieg innerhalb des Neunjahrestrends auf. Verpackungen aus Plastik und aus Stahl waren 2013 die meist exportierten Verpackungstypen, mit Umsätzen von 268 Millionen bzw. 183 Millionen US-Dollar. Zusammengenommen stellten Verpackungen aus Plastik und Verpackungen aus Stahl 70 % der Verpackungsexporte. Holz ist das einzige Verpackungsmaterial, welches 2013 weniger exportiert wurde als 2005. Die Exporte sind um 32 % von 21 Millionen US-Dollar auf 15 Millionen US-Dollar zurückgegangen. Insgesamt hat Brasilien im Jahr 2013 Verpackung im Wert von 645 Millionen US-Dollar exportiert.
| Verpackung       | 2005  | 2008  | 2011  | 2012  | 2013  | % Unterschied 2005/14 |
| ---------------- | ----- | ----- | ----- | ----- | ----- | --------------------- |
| Plastik          | 195,1 | 282,6 | 269,3 | 256,9 | 267,5 | +37,1 %               |
| Holz             | 21,0  | 33,3  | 20,2  | 18,8  | 14,3  | −31,9 %               |
| Papier und Pappe | 90,2  | 118,1 | 119,5 | 126,4 | 123,0 | +36,3 %               |
| Glas             | 13,1  | 46,2  | 28,8  | 18,8  | 16,9  | +29,0 %               |
| Stahl            | 127,6 | 251,8 | 221,7 | 212,3 | 183,4 | +43,7 %               |
| Aluminium        | 5,5   | 24.9  | 17,8  | 31,6  | 40,2  | +631,0 %              |
| Gesamt           | 452,5 | 756,9 | 677,3 | 664,8 | 645,3 | +42,6 %               |

Die Importe aller aufgelisteten Verpackungsmaterialien sind zwischen 2005 und 2013 gestiegen. Die meist importierten Verpackungen bestehen aus Glas (560 % Wachstum) und Stahl (384 % Wachstum). Die Holzimporte sind lediglich um 30 % angestiegen und damit der einzige Verpackungstyp, dessen Wachstum nicht 200 % oder mehr beträgt. Insgesamt hat Brasilien im Kalenderjahr 2013 Verpackung im Wert von 1,2 Milliarden US-Dollar importiert.
| Verpackung       | 2005  | 2008  | 2011   | 2012   | 2013   | % Veränderung 2005/14 |
| ---------------- | ----- | ----- | ------ | ------ | ------ | --------------------- |
| Plastik          | 200,5 | 383,3 | 579,6  | 602,8  | 642,4  | +220,4 %              |
| Holz             | 2,0   | 2,9   | 3,2    | 2,5    | 2,6    | +30 %                 |
| Papier und Pappe | 59,2  | 141,5 | 245,0  | 236,0  | 252,4  | +326,4 %              |
| Glas             | 20,1  | 31,0  | 112,8  | 131,8  | 132,7  | +560,2 %              |
| Stahl            | 36,2  | 89,0  | 141,1  | 159,3  | 175,5  | +384,48 %             |
| Aluminium        | 8,7   | 27,9  | 49,8   | 31,3   | 38,7   | +344,8 %              |
| Gesamt           | 326,7 | 675,6 | 1131,5 | 1163,7 | 1244,3 | +280,9 %              |

## Rohstoffe
In der Verpackungsindustrie finden viele verschiedene Rohstoffe Anwendung. Dennoch sind Wellpappe und Plastik die mit Abstand meist genutzten Materialien, da sie addiert über 50 % der Marktmenge und über 40 % des Marktwertes repräsentieren. Obwohl es 15 % der Marktmenge stellt, trägt Glas lediglich 4 % zum Gesamtmarktwert dazu. Das Gegenbeispiel sind flexible Materialien, da diese lediglich 3 % der Marktmenge, aber 22 % des Marktwertes beitragen.
| Rohstoff        | Menge  | Wert   |
| --------------- | ------ | ------ |
| Wellpappe       | 31,6 % | 12,7 % |
| Plastik         | 22,6 % | 29,5 % |
| Glas            | 15,1 % | 4,3 %  |
| Metall          | 13,3 % | 18,4 % |
| Duplex/Triplex  | 6,0 %  | 4,0 %  |
| Papier          | 4,5 %  | 4,2 %  |
| Flexible Stoffe | 3,3 %  | 22,4 % |
| LPB             | 3,6 %  | 4,5 %  |

2014 wurden zwei Drittel der Verpackungsrohstoffe zum Verpacken von Lebensmitteln verwendet und lediglich ein Drittel für Nichtlebensmittel. Stahl, Kraft und Duplex/Triplex sind die einzigen Materialien, die häufiger als Verpackungen von Nichtlebensmitteln als von Lebensmitteln eingesetzt werden. Aufgrund ihres leichten Gewichts werden Materialien wie Aluminium oder flexible Stoffe besonders gerne bei Lebensmitteln eingesetzt. 90 % des Glases wird für Lebensmittelverpackungen genutzt, größtenteils für Bier, aber auch für andere Getränke. Schaut man sich das Verhältnis von Wert und Menge an, fällt auf, dass flexible Stoffe und Aluminium die wertvollsten unter den aufgelisteten Materialien sind. Außerdem ist das Verhältnis von Wert und Menge generell am höchsten bei Lebensmitteln.
| Lebensmittel | Lebensmittel    | Lebensmittel   | Lebensmittel | Nichtlebensmittel    | Nichtlebensmittel | Nichtlebensmittel | Nichtlebensmittel    |
| Kategorie    | Material        | Menge (1000 t) | %            | Wert (Millionen US$) | Menge (1000 t)    | %                 | Wert (Millionen US$) |
| ------------ | --------------- | -------------- | ------------ | -------------------- | ----------------- | ----------------- | -------------------- |
|              | Flexible Stoffe | 653,7          | 88,6 %       | 7.714,84             | 83,9              | 11,4 %            | 1.661,1              |
| Metall       | Aluminium       | 444,6          | 93,2 %       | 3.693,7              | 32,3              | 6,8 %             | 268,5                |
| Metall       | Weißblech       | 422,0          | 64,3 %       | 1.182,2              | 233,9             | 35,7 %            | 655,2                |
| Metall       | Stahl           | 8,7            | 2,9 %        | 17,8                 | 289,2             | 97,1 %            | 593,2                |
| Papier       | Kraft           | 211,7          | 43,3 %       | 618,4                | 277,6             | 56,7 %            | 849,4                |
| Papier       | Duplex/Triplex  | 219,8          | 33,8 %       | 474,4                | 430,5             | 66,2 %            | 929,2                |
| Papier       | Pappkarton      | 2.179,5        | 64,0 %       | 2.840,0              | 1.225,2           | 36,0 %            | 1.596,5              |
|              | Plastik         | 1.946,0        | 72,6 %       | 7.687,5              | 734,6             | 27,4 %            | 2.850,6              |
| Glas         | 1.239,9         | 89,7 %         | 1.150,6      | 142,4                | 10,3 %            | 132,2             |                      |
| Gesamt       |                 | 7.325,9        | 68,0 %       | 25.379,5             | 3.449,58          | 32,0 %            | 9.536,0              |

Der größte Endmarkt für Verpackungsrohstoffe ist die Getränkeindustrie. Während Plastik und flexible Stoffe die meist genutzten Materialien für nichtalkoholische Getränke sind, werden für alkoholische Getränke größtenteils Metalle (insbesondere Aluminium) und Glas eingesetzt. Für Fleisch und Gemüse wird zum Großteil Hartplastik genutzt, jedoch holen flexible Stoffe immer weiter auf. Für chemische und landwirtschaftliche Produkte werden mit großem Abstand Plastik und Metall verwendet, da die Produkte auf beständige Verpackungstypen angewiesen sind. Die vergleichsweise sehr geringen Produktionskosten für Plastik und flexible Stoffe sind ein weiterer Grund für deren Beliebtheit im brasilianischen Verpackungssektor.
| Kategorie         | Produkt                    | Flexible Stoffe | Metalle | Paper | Plastics | Glass | TOTAL  |
| ----------------- | -------------------------- | --------------- | ------- | ----- | -------- | ----- | ------ |
| Nahrungsmittel    | Fleisch und Gemüse         | 1.284           | 625     | 401   | 2.228    | 136   | 4.675  |
| Nahrungsmittel    | Getreide- und Mehlprodukte | 1.608           | 37      | 248   | 620      | –     | 2.513  |
| Nahrungsmittel    | Zucker und Schokolade      | 640             | 77      | 296   | 307      | 18    | 1.339  |
| Nahrungsmittel    | Molkerei- und Fettprodukte | 1.290           | 261     | 53    | 965      | 77    | 2.647  |
| Getränke          | Alkoholische Getränke      | 51              | 2.986   | 34    | 146      | 980   | 4.196  |
| Getränke          | Nichtalkoholische Getränke | 3.003           | 1.024   | 62    | 3.194    | 224   | 7.507  |
| Nichtlebensmittel | Elektro- und Automobil     | 1               | 26      | 85    | 69       | –     | 182    |
| Nichtlebensmittel | Gesundheit und Kosmetik    | 883             | 270     | 304   | 755      | 131   | 2.343  |
| Nichtlebensmittel | Freizeit                   | 65              | –       | 326   | 20       | –     | 411    |
| Nichtlebensmittel | Putzen und Haushalt        | 221             | 128     | 226   | 844      | –     | 1.418  |
| Nichtlebensmittel | Chemie und Landwirtschaft  | 480             | 1.093   | 200   | 1.162    | 1     | 2.947  |
| Gesamt            |                            | 9.537           | 6.527   | 2.235 | 10.311   | 1.568 | 30.177 |

## Verpackungstrends
Eine Analyse des brasilianischen Verpackungsmarktes zeigt eine Reihe an Produkten auf, deren Popularität insbesondere seit den späten 2000er Jahren stetig ansteigt. Des Weiteren finden sich fünf allgemeine Trends, die den brasilianischen Verpackungsmarkt umgeben.

### Trends

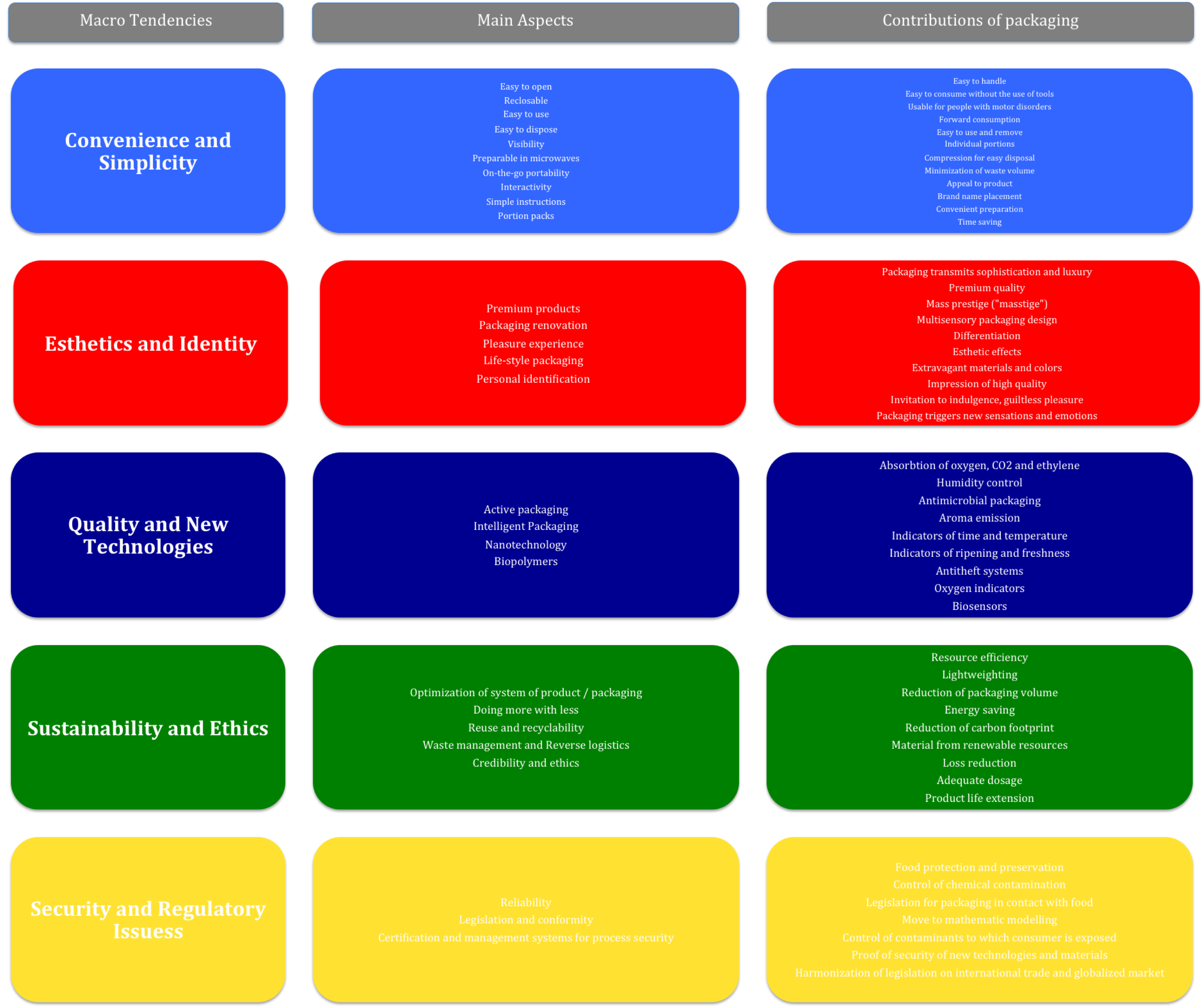
Die fünf Haupttrends in der Verpackungsindustrie. Darstellung in modifizierter Form gemäß Brasil PackTrends 2020 (2012).

In ihrer Studie Brasil PackTrends 2020 (2012) hat das Brasilianische Institut für Lebensmittel und Technologie (ITAL) fünf Trends der Verpackungsindustrie herausgestellt: 1) Komfort und Einfachheit, 2) Ästhetik und Identität, 3) Qualität und neue Technologien, 4) Nachhaltigkeit und Ethik, und 5) Sicherheit und Regulierung. Obwohl die folgenden Beispiele auf den brasilianischen Markt bezogen sind, sind die Trends an sich generell auf jeden Verpackungsmarkt anwendbar, so auch auf den US-amerikanischen, den französischen, oder den deutschen Markt.

#### Komfort und Einfachheit
Die Konsumenten von heute schätzen Produkte, die ihnen das Leben erleichtern, die weder zeitintensiv noch umständlich zu benutzen sind. Das gleiche trifft auf Verpackungen zu; Verpackung sollte leicht zu öffnen, wiederverschließbar und leicht zu entledigen sein. Was Lebensmittel betrifft sind vor allem jene Verpackungstypen beliebt, die eine einfache Zubereitung des Essens ermöglichen (bspw. durch Zubereitung in der Mikrowelle). Verpackung sollte es vermeiden, dem Konsumenten ein unnötiger Dorn im Auge zu sein, wenn dieser sein Produkt verwenden möchte. Dazu gehört auch das Verpackungsdesign, insbesondere im Sinne von Sprache und Darstellungen auf der Verpackung. Der Konsument sollte essenzielle Information ohne große Umstände finden können, gleichzeitig aber nicht mit Informationen erschlagen werden. Des Weiteren müssen sich Verpackungshersteller an sozio-ökonomische Wandel anpassen. Aufgrund steigender Urbanisierung gibt es heutzutage viel mehr Einpersonenhaushalte als noch vor 20 Jahren und dies führt dazu, dass mehr Produkte in individuellen Portionen verpackt sein und einfache Zubereitungsmöglichkeiten bieten müssen.

#### Ästhetik und Identität
Durch den Kauf eines Produktes erhoffen sich Verbraucher wohl objektive als auch subjektive Befriedigung. Passende Produktverpackungen können das Gefühl eines Konsumenten, sich mit einem Produkt identifizieren zu können, verstärken. So vermitteln beispielsweise Verpackungen aus hochwertigem Metall ein Gefühl von Luxus, während Verpackungen aus Holz ein Umweltbewusstsein und vor allem Naturverbundenheit vermitteln. Da die Konsumenten immer gesundheitsbewusster werden, steigt auch die Anzahl an Produktverpackungen, die es sich zum Ziel gesetzt haben, den positiven gesundheitlichen Effekt ihrer Produkte hervorzuheben. Ein erst ab 2010 entstandener Trend ist, Produkte aufgrund ihrer Verpackungen zu Sammelobjekten zu machen, sodass die Verpackungen unter Konsumenten einen höheren subjektiven Wert besitzt als das eigentliche Produkt. Ein gutes und aktuelles Beispiel ist die „Trink ne Coke mit …“ („Share a Coke“) Marketing Kampagne von Coca-Cola, welche in Brasilien 2015, vier Jahre nach dem Start der ersten Kampagne in Australien, gestartet ist. Aktuelle Trends seit 2010 zeigen, dass Konsumenten zunehmend Verpackungen bevorzugen, die auf simples Design setzen, welches auf zu viel Text und zu viele Farben verzichtet.

#### Qualität und neue Technologien
Der Verpackungssektor bietet Möglichkeiten für neue Technologien und neue Materialtypen, die ein Produkt nicht nur hinsichtlich seiner Lebensdauer, sondern auch hinsichtlich seiner mikrobiologischen Sicherheit verbessern können. Aktive und intelligente Produktverpackung ist beispielsweise dazu in der Lage, Sauerstoff und CO2 zu absorbieren, oder sogar sich selbst zu erhitzen. Andere Designs versorgen den Konsumenten mit Indikatoren über Produkttemperatur oder Frische- und Reifegrad. In der Nanotechnologie sind ebenfalls stetig Fortschritte vorzuweisen. So kann Nanotechnologie dabei helfen, Mikrobarrieren zu schaffen, die Produkte vor Gasen, Luftfeuchtigkeit oder UV-Strahlung schützen. Des Weiteren, werden stetig neue Wege gefunden, Produktverpackungen und somit das Gesamtprodukt leichter zu machen, was nicht bloß dem Konsumenten, sondern auch dem Hersteller mit der damit verbundenen erleichterten Logistik dienlich ist. Zudem wird immer mehr auf Biopolymere gesetzt anstelle von Polymere, die auf fossile Rohstoffe angewiesen sind. Jedoch treffen diese neuen Technologien sehr häufig auch auf Hindernisse wie z. B. höhere Produktionskosten, welche wiederum zu einem höheren Preis, Wettbewerbsnachteilen gegenüber den billigen fossilen Material führen.

#### Nachhaltigkeit und Ethik
Aufgrund akuter Probleme wie beispielsweise dem Klimawandel wird die Umwelt mehr und mehr zu einem zentralen Diskussionsthema, das es zu adressieren gilt. So verpflichten sich immer mehr Hersteller zu nachhaltigen Herstellungsprozessen sowie dazu, ihren CO2-Fußabdruck niedrig zu halten. Die Lebenszyklusanalyse von Produkten und Dienstleistungen wird als bestes Instrument zur Ermittlung von mit der Umwelt verbundenen Kosten angesehen. Nachhaltigkeit wird nicht bloß dadurch erzielt, 100 % nachhaltige Materialien zu nutzen, sondern beispielsweise auch dadurch, dass man Produktverpackungen kleiner gestaltet, sodass mehr Produkte gleichzeitig versandt werden können und weniger Transporte gemacht werden müssen. Nachhaltige Produktverpackungen verstärken zudem auch das Gefühl der Produktidentifikation seitens des Konsumenten, da das Produkt ein starkes Umweltbewusstsein vermittelt. Aufgrund des starken Anstiegs der Verwendung recycelter Rohstoffe, werden funktionierendes Abfallmanagement und Rückwärtslogistik unabdinglich und sind gleichzeitig ein vielversprechender Markt für Investitionen sowie Innovationen von Dienstleistungen und Produkten. Um offensichtliches Greenwashing zu vermeiden und das Verhältnis zwischen Produzent und Konsument nicht zu belasten, setzen Hersteller immer mehr auf offizielle Zertifizierung durch renommierte Umweltzertifizierungsinstitute wie den Carbon Trust oder den Forest Stewardship Council.

#### Sicherheit und Regulierung
Verpackung ist ein ausschlaggebender Faktor hinsichtlich Produktqualität und Produktsicherheit. Eine gute Produktverpackung sollte den Konsumenten mit allen notwendigen Informationen versorgen, wie z. B. eine Zubereitungsanleitung, Nährwerte, Herstellungs- und Ablaufdatum sowie Herstellerinformationen. Ein weiteres wichtiges Thema ist die chemische Verunreinigung von Lebensmitteln. Die Übertragung chemischer Verunreinigung vom Lebensmittelbedarfsgegenständen auf das jeweilige Lebensmittel wird migration genannt und es wird versucht, ihr mit Hilfe von mathematischen Modellierung und tiefgreifenden Analysen entgegenzuwirken. Verpackungsmaterialien müssen die Bedingungen der komplexen Regulierung erfüllen, die von den Gesetzgebern erlassen wurden. Im Jahr 2000, vier Jahre nach der Übernahme der Regulierungen des Mercosur, die die Verwendung von Lebensmittelbedarfsgegenständen steuern sollte, entschied sich Brasilien dazu, Lebensmittelbedarfsgegenstände (abgesehen von recycelten Materialien) von den Registrierungsverpflichtungen des Mercosur zu befreien. Diese Befreiung gilt jedoch nicht für importierte Lebensmittelbedarfsgegenstände. Des Weiteren muss die brasilianische nationale Gesundheitsbehörde (ANVISA) über den Import jeglicher Lebensmittelbedarfsgegenstände informiert werden, um Risiken vorzubeugen. Um den rasch wachsenden wissenschaftlichen Kenntnissen und technologischen Fortschritten gerecht zu werden, müssen gegebene Gesetze ständig überarbeitet werden. Gemeinsam mit Mercosur, der United States Food and Drug Administration (FDA) sowie der Europäischen Union – welche Gesetzgebung über die Behandlung von Lebensmittelbedarfsgegenständen im Jahre 2004 harmonisierte – kämpft ANVISA für global harmonisierte Regelungen und Institutionen, um mit Bedarfsgegenständen verbundenen Problemen vorzubeugen.

### Produkte

#### Standbodenbeutel
Die wahrscheinlich erfolgreichste Innovation der 2010er Jahre ist der Standbodenbeutel, welche größtenteils für Lebensmittel, aber auch für Tierfutter und Kosmetikprodukte verwendet werden. Hersteller von Standbodenbeuteln haben es geschafft, sich ständig neue Marktnischen zu suchen, um ihr Produkt zu implementieren. Trotz der hohen jährlichen Wachstumsrate von 6,1 % in Menge und 5,8 % in Wert hängt der brasilianische Markt dem chilenischen und US-amerikanischen Markt hinterher, was den Verkauf von Standbodenbeuteln betrifft. Dies liegt daran, dass die Belieferung brasilianischer Herstellern mit wichtigen Komponenten wie Zippverschlüssen und Nylon schlechter ausfällt als in den anderen beiden Märkten. Dies führt zu höheren Preisen für Standbodenbeutel als in Chile oder den USA und somit zu schlechterem Absatz. Unter den am schnellsten wachsenden flexiblen Stoffen erzielt der Standbodenbeutel den dritten Platz hinsichtlich jährlichen Mengenzuwachses und den viertel Platz hinsichtlich jährlichen Wertzuwachses.
| Type                  | Tonnen 2011 | Tonnen 2012 | Tonnen 2013 | Tonnen 2014 | CAGR Menge | Ranking Wachstum Menge | Tausend US$ 2011 | Tausend US$ 2012 | Tausend US$ 2013 | Tausend US$ 2014 | CAGR Wert | Ranking Wachstum Wert |
| --------------------- | ----------- | ----------- | ----------- | ----------- | ---------- | ---------------------- | ---------------- | ---------------- | ---------------- | ---------------- | --------- | --------------------- |
| Blisterverpackung     | 6.999       | 7.759       | 8.579       | 9.173       | 7,0 %      | 1.                     | 271.929          | 305.123          | 341.830          | 366.225          | 7,7 %     | 2.                    |
| Stripverpackung       | 840         | 929         | 1.101       | 1.067       | 6,2 %      | 2.                     | 10.746           | 12.177           | 13.607           | 13.623           | 6,1 %     | 3.                    |
| Standbodenbeutel      | 15.459      | 16.369      | 18.494      | 19.593      | 6,1 %      | 3.                     | 193.108          | 236.363          | 315.839          | 241.691          | 5,8 %     | 4.                    |
| Auszieh-Pappschachtel | 4.284       | 4.419       | 4.743       | 5.175       | 4,8 %      | 4.                     | 30.138           | 31.335           | 33.553           | 37.221           | 5,4 %     | 5.                    |
| Seals                 | 72          | 69          | 82          | 87          | 4,8 %      | 5.                     | 640              | 626              | 734              | 778              | 5,0 %     | 6.                    |
| Peel-off Deckel       | 7.085       | 7.277       | 7.667       | 8.425       | 4,4 %      | 6.                     | 182.572          | 166.033          | 174.814          | 327.081          | 15,7 %    | 1.                    |
| Wickeldosen           | 584         | 589         | 659         | 679         | 3,8 %      | 7.                     | 39.226           | 38.929           | 43.087           | 44.200           | 3,0 %     | 9.                    |
| Hüllen                | 1.717       | 1.737       | 2.015       | 1.993       | 3,8 %      | 8.                     | 22.288           | 22.647           | 26.080           | 26.137           | 4,1 %     | 7.                    |
| Päckchen              | 24.984      | 26.081      | 27.158      | 28.486      | 3,33 %     | 9.                     | 817.660          | 836.456          | 866.666          | 945.100          | 3,7 %     | 8.                    |
| Jars/tumblers         | 6.804       | 7.489       | 7.462       | 7.680       | 3,08 %     | 10.                    | 131.088          | 144.551          | 142.681          | 146.666          | 2,9 %     | 10.                   |

Typische Produkte, die als Standbodenbeutel verpackt werden, sind Nussmischungen, Müslis, Hunde- und Katzenfutter, Flüssigseife und kleinere Mengen Flüssigwaschmittel.

#### Bio-Verpackungen
Die Entwicklung von Bio-Verpackungen ist ein topaktuelles Ziel der Verpackungshersteller. Am 3. Juni 2015 präsentierte Coca-Cola seine Version einer 100 % recycelbaren PET-Flasche – PlantBottle™ – die erste ihrer Art. Im Unterschied zu gewöhnlichem PET beruht PlantBottle™ nicht auf fossilen Materialien. Für die Herstellung der Flasche, bezieht Coca-Cola auf Zuckerrohr ethanol basierendes Plastik von Braskem, einer brasilianischen Firma für Petrochemie und Biopolymere. Des Weiteren hat Tetra Pak die Herstellung einer 100 % erneuerbaren Produktverpackung für seine Molkereiprodukte angekündigt. Diesem innovativen Verpackungskonzept wurden die Auszeichnungen „Best carton or pouch“ und „Best manufacturing or processing innovation“ bei den World Beverage Innovation Awards 2015 verliehen, sowie der Gold Award bei den Pro2Pac Excellence Awards im Vereinigten Königreich. Ebenso wie Coca-Cola wird auch Tetra Pak von Braskem mit Zuckerrohr Bioplastik versorgt.
Die brasilianische Zuckerrohr Industrie ist ein vielversprechender Markt sowie ein zukünftig unabdinglicher Bestandteil des brasilianischen Verpackungsmarktes. Zuckerrohr Ethanol wird in Gebieten produziert, die sich in mindestens 2000 km Entfernung des Amazonas Regenwaldes befinden, genauer gesagt, in den Küstenregionen der Nordost Region sowie im Südosten. 60 % der gesamten Produktion findet im Staat São Paulo statt.

### Recycling in Brasilien

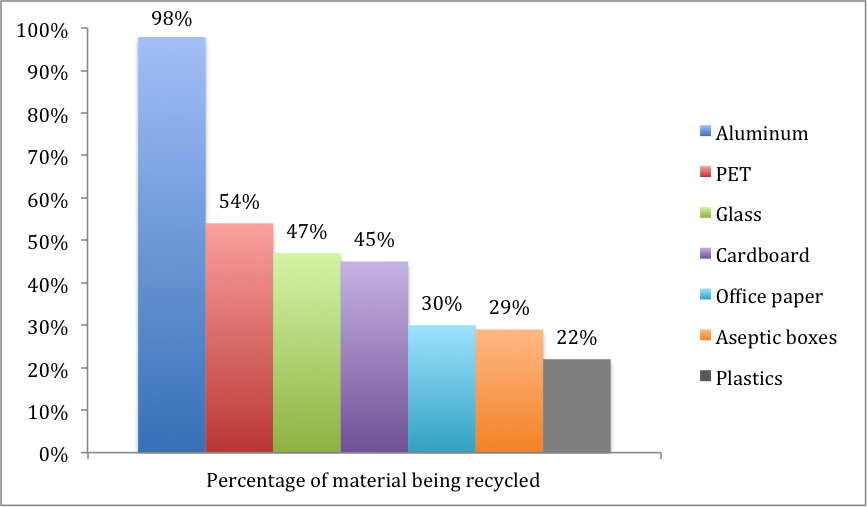
Recycling in Brasilien: Prozentualer Anteil recycelten Materials je Material (Aluminium, PET, Glas, Pappe, Papier, aseptische Kartons, Plastik). Daten gemäß ABAL, ABIPET, ABRAVIDRO, ABPO, ABTCP, ABRE, and ABIPLAST.

Verglichen mit den entwickelten OECD-Staaten hat Brasilien eine relativ niedrige Recyclingquote von gerade einmal 2 %. Da 2012 lediglich 14 % der Kommunen Brasiliens getrennte Müllabfuhr anbieten (86 % jener Kommunen befinden sich entweder im Süden oder im Südosten), ist das Land stark auf seine Müllsammler angewiesen, die mittlerweile als offizielle Arbeitskräfte angesehen werden. Zudem hat nur 64 % der Bevölkerung Zugang zu regelmäßiger Müllabfuhr. Dennoch hat sich die Situation seit 2010 verbessert, denn während im Jahr 2010 noch lediglich 443 Kommunen getrennte Müllabfuhr anboten, waren es 2012 bereits 766.

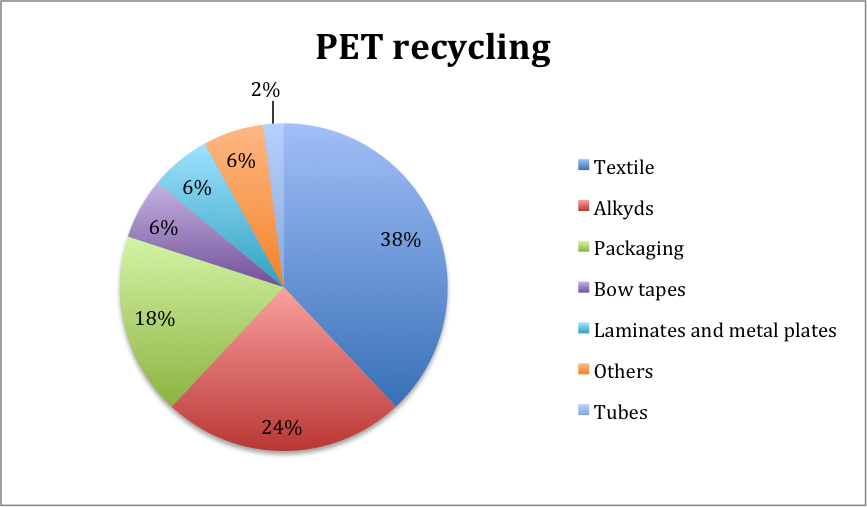
Nutzung recycelten PETs in Brasilien (Textilien, Kunstharze, Verpackung, Plastik-Verpackungsbänder, Laminate und Metallplatten, anderes, Rohre). Daten gemäß ABIPET und CEMPRE.

Trotz der niedrigen Gesamtrecyclingquote ist Brasilien 2014 mit einem Anteil von 98,4 % weltführend im Recycling von Aluminium. Der Hauptgrund für diesen extrem hohen Prozentsatz sind die steigenden Energiekosten, welche aufgrund steigender Preise für Wasserkraft, die wiederum aus der Dürre 2015 resultieren, die Herstellung von neuem Aluminium zu einem sehr teuren Prozess machen. Zwischen März 2014 und März 2015 sind die Energiekosten um 60 % gestiegen. Da das Recycling von Aluminium 95 % weniger Energie benötigt, ist die Recyclingrate stetig gestiegen, während immer mehr Fabriken, die sich auf die Herstellung neuen Aluminiums spezialisiert haben, schließen mussten. PET war mit einer Recyclingrate von 54 % im Jahr 2014 das zweitmeistrecycelte Verpackungsmaterial Brasiliens. Da die Produktionskosten für neues PET jedoch wesentlich geringer sind als im Falle von Aluminium, ist die Recyclingrate von PET bedeutend geringer als jene von Aluminium. Aufgrund der sehr geringen Produktionskosten sowie der aufwendigen Recyclingprozesse weist Plastik (Hartplastik) mit 22 % die geringste Recyclingrate unter den aufgeführten Materialien auf. Des Weiteren setzen mehr und mehr Hersteller auf Verpackungsmaterialien aus recycelten Rohstoffen. Das brasilianische Kosmetiklabel Seeja, welches vom brasilianischen Topmodel Gisele Bündchen ins Leben gerufen wurde und Forest Stewardship zertifiziert ist, benutzt Fasern für seine Produktverpackungen, welche zu 100 % aus recyceltem Papier bestehen. Ein weiteres Beispiel ist der brasilianische Papier- und Zellstoffhersteller Suzano, welcher seit 2012 Pappe herstellt, die aus recycelten Kunstharzen (PCR) besteht, indem Fasern aus long life Verpackungen, wie beispielsweise Milchkartons, extrahiert werden.
2012 wurde mehr als ein Drittel recycelten PETs als Polyester in der Textilindustrie eingesetzt. Circa ein Viertel recycelten PETs wurde zu Alkydharz (Kunstharz) weiterverarbeitet, welcher größtenteils als Lack Anwendung findet. Produktverpackungen waren das Ziel von 18 % des recycelten PETs.